# Raffinerie des Flandres

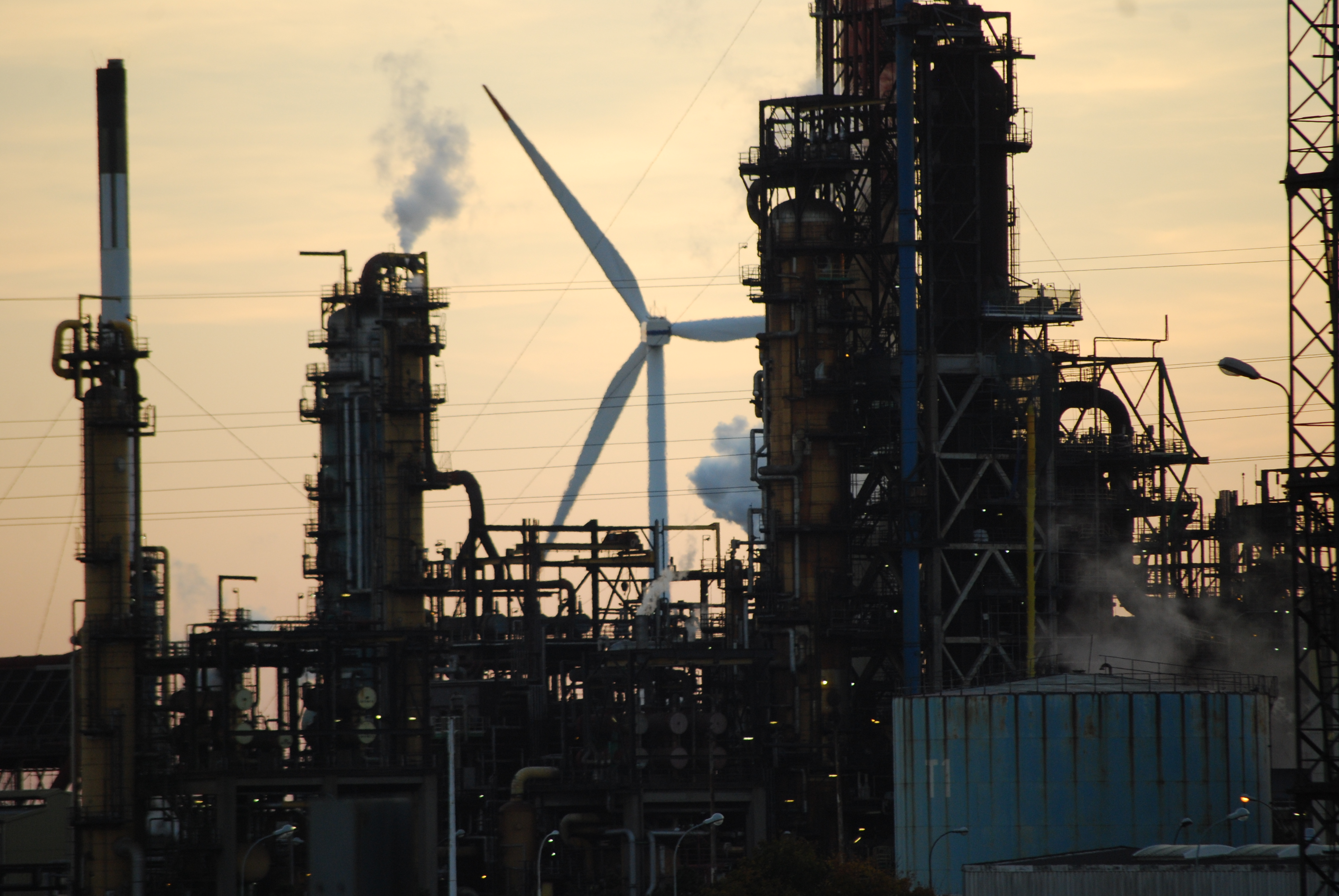
De raffinaderij in 2008

De Raffinerie des Flandres is een voormalige aardolieraffinaderij in de tot de gemeente Duinkerke behorende plaats Fort-Mardijk.

## Geschiedenis
De raffinaderij, eigendom van Total, kwam in 1974 in gebruik, vlak na de Oliecrisis van 1973. Het was de laatste (2019) aardolieraffinaderij die in Frankrijk werd gebouwd. De ruwe olie werd aangevoerd via de haven van Gravelines en de producten werden afgevoerd via de haven van Fort-Mardijk.
De raffinaderij was gespecialiseerd in de productie van vloeibare gassen als propaan en butaan, kerosine en benzine, stookolie en biobrandstoffen. Er werkten 350 mensen waarvan 180 in vierploegendienst. 400 mensen werkten bij toeleveringsbedrijven.
In 2010 werd wegens overcapaciteit besloten de raffinaderij te sluiten. Dit leidde tot stakingen bij het personeel. Wat bleef was een tankpark.